# Мистер Мишлен

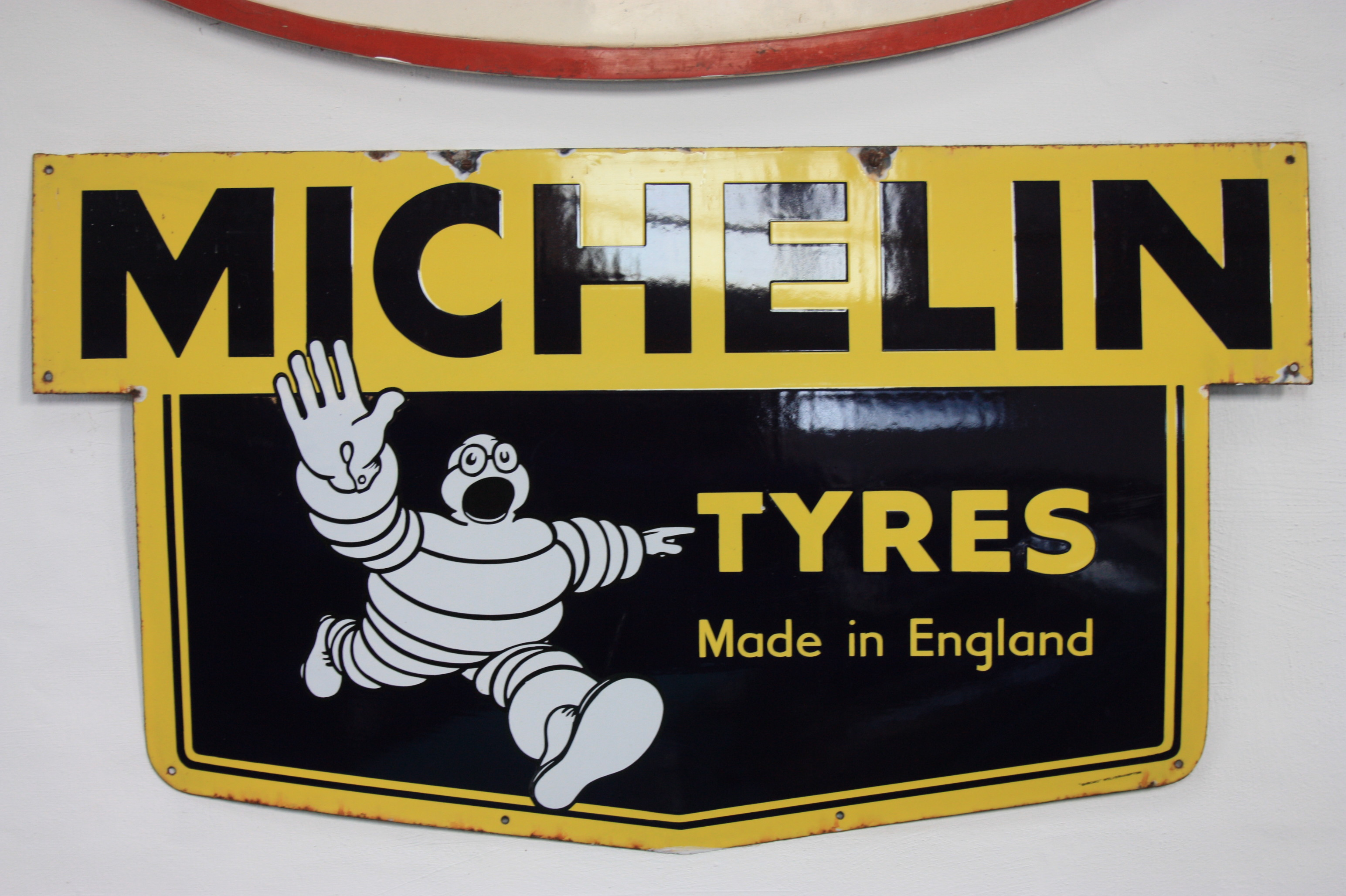
Человек-Мишлен

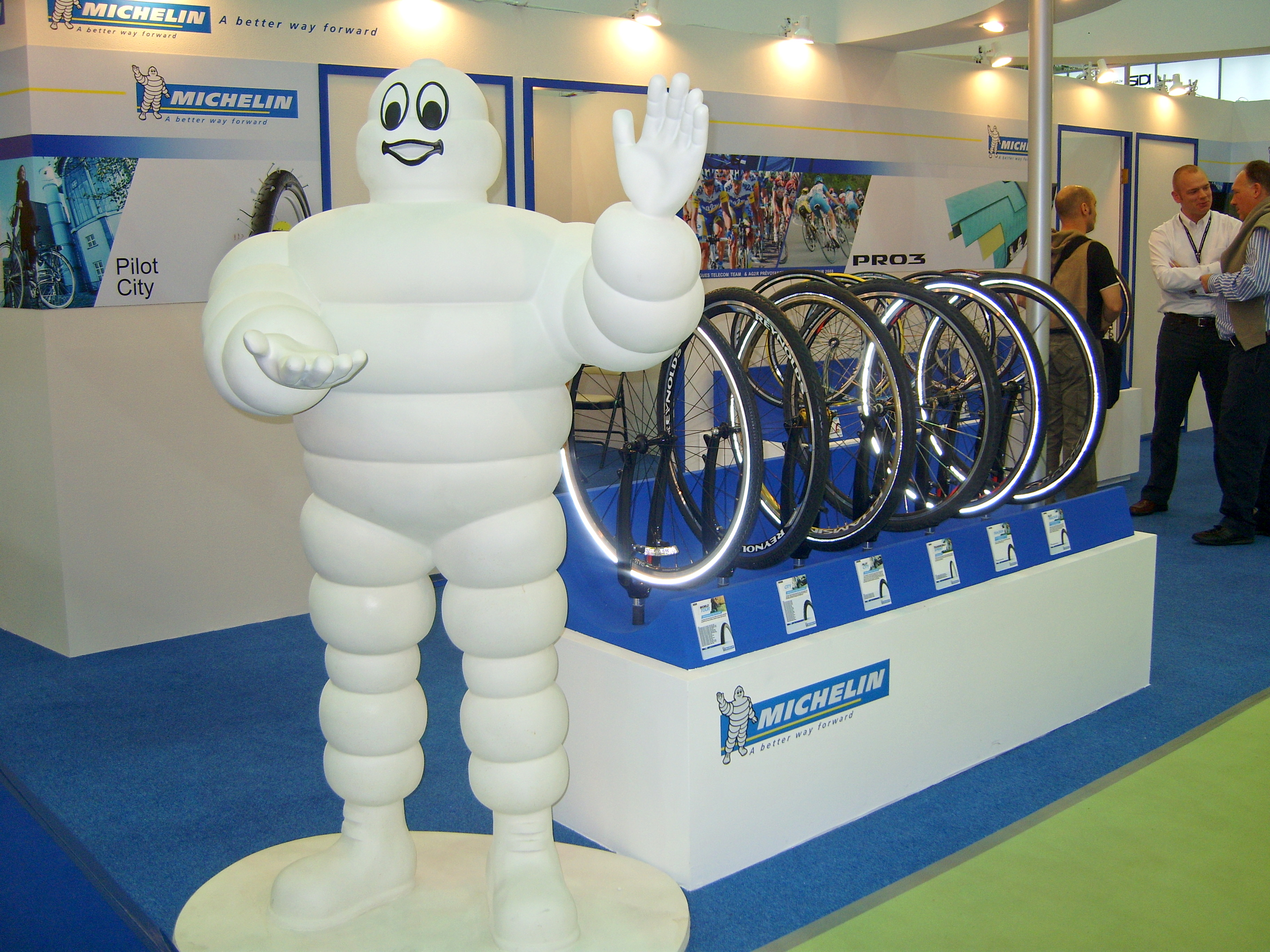
Бибендум в Тайбэе, 2008 г.

Бибендум (французское произношение: [bibɛ̃dɔm]), также известный как Мистер Мишлен или Человек-Мишлен, является официальным маскотом шинной компании Michelin. Талисман в виде фигуры, напоминающей человека, состоящий из уложенных друг на друга белых шин, был представлен на Лионской выставке 1894 года и является одним из старейших товарных знаков в мире. Слоган Nunc est bibendum (Время выпивать) взят из Оды Горация (I, 37, 1-3). 
Компания Michelin десятилетиями занимала лидирующие позиции во французской шинной промышленности и по сей день остается ведущим игроком на рынке. С давних пор Michelin также известна в качестве ведущего рекламодателя – до сих пор многие путешественники пользуются знаменитым Красным гидом «Мишлен».

## История символа

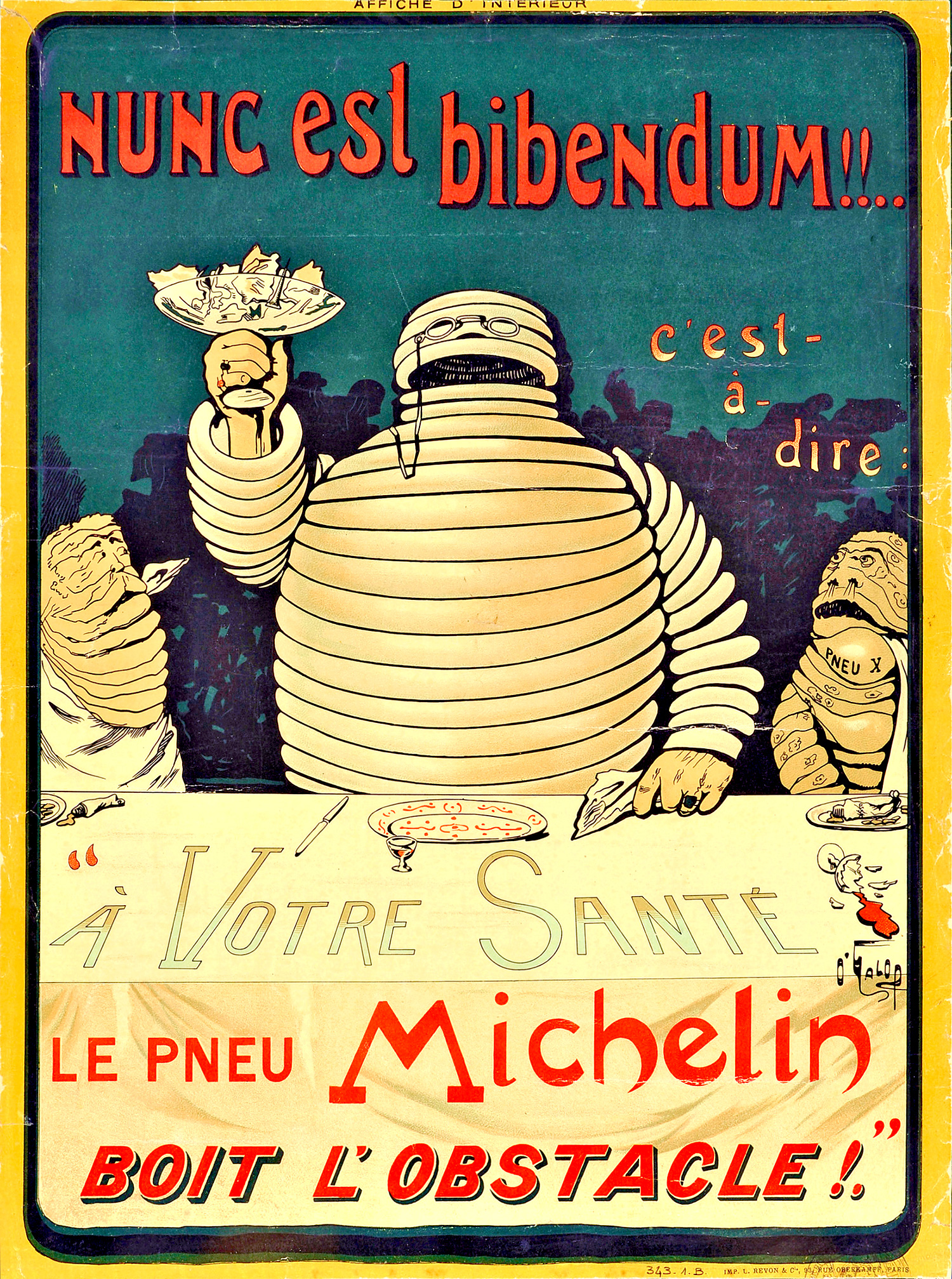
Плакат Мариуса Российона с Бибендумом, созданный в 1898 году.

Во время посещения Всемирной и колониальной выставки в Лионе в 1894 году Эдуард и Андре Мишлен заметили стопку шин, которые навели Эдуарда на мысль о фигуре человека без рук. Четыре года спустя Андре познакомился с французским карикатуристом Мариусом Российоном, известным также под псевдонимом как О'Галоп. Мариус показал ему отвергнутый рекламный эскиз с изображением короля-пивовара Гамбринуса, созданный для мюнхенской пивоварни. На постере он был изображен в виде огромной фигуры, держащей огромный стакан пива и цитирующей фразу Горация Nunc est bibendum («Сейчас самое время выпить»). Андре тут же предложил заменить человека фигурой, сделанной из шин. Так появился  персонаж Бибендум, который в руке держал не бутылку пива, а бокал шампанского, наполненный гвоздями и битым стеклом.
С 1912 года шины стали производиться черного цвета, так как в качестве консерванта и усилителя к основному резиновому материалу был добавлен углерод. До этого шины изготавливались серо-белого, светлого или полупрозрачно-бежевого цвета. Вследствие этого, внешний вид Бибендума также изменился – он стал черным, но ненадолго. Компания представила новый вид Бибендума в своих нескольких печатных объявлениях, но быстро вернула в первоначальный вид, сославшись на проблемы с печатью и эстетику в рекламе, а не на расовые проблемы, как иногда принято считать. 
Вид и форма Бибендума с годами менялась. Первоначально в основе персонажа О'Галопа были использованы велосипедные шины, талисман носил пенсне со шнурком и курил сигару. К 1980-м годам Бибендум стал бегущим, а в 1998 году, когда ему исполнилось 100 лет, его размеры уменьшились – это связано с уменьшением профиля покрышек современных автомобилей.

## В популярной культуре
В 1925 году французским дизайнером Эйлин Грей был спроектирован дизайн кресла «Bibendum», названный в честь маскота компании Michelin.
Кейси Поллард, главная героиня романа Уильяма Гибсона «Распознавание образов», испытывает сильное отвращение к корпоративным брендам и логотипам. В частности, вид Бибендума вызывает у нее панические атаки.
Талисман появляется в комедийном скетче BBC Not the Nine O'Clock News, в котором официант ресторана и шеф-повар подозревают, что посетитель, одетый как Бибендум, может быть критиком еды для гида Мишлен 
В сезоне 17 Эпизод 6 Гриффины, «Останься с Мэг», Человек-Мишлен был «убит» Крисом Гриффином. Позже он появляется в доме Гриффинов с полицией, указывая на Криса как на «того, кто набросился на меня с ножом».

## Внешние ссылки
- Bibimage.com.Неофициальный сайт, посвященный Бибендуму на французском языке.
- История символа Michelin. Официальный сайт на русском языке.